# نكاح الشغار
زواج الشغار أو نكاح الشغار هو نوع من الزواج كان منتشرا في الجاهلية، وهو أن يزوج الرجل وليته (ابنته أو أخته) على أن يزوجه الآخر وليته ليس بينهما صَدَاق ولا مهر. وعن ابن عمر أن النبي محمد صلى الله عليه وسلم نهى عن الشغار (رواه البخاري ومسلم)

## تعريف نكاح الشغار

### لغة
الشِغار: أصله في اللغة الرفع، يقال: شغر الكلب إذا رفع رجله ليبول، كأنه قال لا ترفع رجل بنتي حتى أرفع رجل بنتك. وقيل: هو من شغر البلد إذا خلا ؛لخلوه عن الصداق.

### اصطلاحًا
فهو أن يزوجه وليته على أن يزوجه الآخر وليته ولا مهر بينهما، أو بينهما مهر لأجل الحيلة، أو يقال: اختصارا: إنكاح البضع بالبضع.قال في النهاية : هو نكاح معروف في الجاهلية كان يقول الرجل للرجل شاغرني أي زوجني أختك أو بنتك أو من تلي أمرها حتى أزوجك أختي أو بنتي أو من ألي أمرها ولا يكون بينهما مهر ويكون بضع كل واحدة منهما في مقابلة بضع الأخرى.

## سبب التسمية بنكاح الشغار
سمي شغاراً من الخلو ؛لأنه في الغالب لا يهمهم المهر وإنما يهمهم الاتفاق على هذا العمل، يقال بلاد شاغرة يعني خلت من أهلها. قال الزركشي : سمي هذا النكاح نكاح الشغار قيل: لقبحه تشبيها برفع الكلب رجله ليبول في القبح يقال: شغر الكلب. إذا فعل ذلك، وهذا قول ابن الأعرابي، وعن الأصمعي: الشغار الرفع، كأن كل واحد رفع رجله للآخر عما يريد، وقيل: لا ترفع رجل بنتي ما لم أرفع رجل ابنتك، وقيل: الشغار البعد، كأنه بعد عن طريق الحق، وقال أبو العباس: الأظهر أنه من الخلو، يقال: شغر المكان. إذا خلا، ومكان شاغر أي خال، وشغر الكلب، إذا رفع رجله، لأنه أخلى ذلك المكان من رجله، وهذا هو العلة عنده في بطلان الشغار.

## حكم زواج الشغار
قال النووي: أجمع العلماء على أنه منهي عنه.
و ما زال هذا النوع من الزواج يمارس في بعض أجزاء من اليمن، بالرغم عن نهي الإسلام عنه.

## مفاسد نكاح الشغار
ذكر العلماء جملة من المفاسد المترتبة على نكاح الشغار ومنها :
- يفضي إلى إجبار النساء على الزواج بمن لا يرغبن .
- ظلم النساء بحرمانها من المهر .
- قد يفضي إلى النزاع بين الأزواج ، وكلما حصل بين هذا وزوجته شيء، حصل بين الآخر كذلك، كل واحدة مربوطة بالأخرى؛ فيحصل من الفساد، والشر ما لا يخفى على أحد.[9]

## أحاديث وردت في النهي عن نكاح الشغار
1. عن ابْنِ عُمَرَ رَضِيَ اللَّهُ عَنْهُمَا أَنَّ النَّبِيَّ صَلَّى اللهُ عَلَيْهِ وَسَلَّمَ قَالَ : ( لَا شِغَارَ فِي الْإِسْلَامِ ).[10]
2. عن جَابِرَ بْنَ عَبْدِ اللهِ قال : ( نَهَى رَسُولُ اللهِ صَلَّى اللهُ عَلَيْهِ وَسَلَّمَ عَنِ الشِّغَارِ ).[11]
3. عن أبي هُرَيرةَ رَضِيَ اللهُ عنه قال: ((نهى رسولُ الله صلَّى اللهُ عليه وسلَّم عن الشِّغارِ  )).[12]